# Pnulka
Pnulka (Lygodium) je rod kapradin a jediný rod čeledi pnulkovité z řádu víkatňotvaré (Schizaeales). Jsou to neobvyklé kapradiny s ovíjivými listy dorůstajícími délky až 10 metrů. Vyskytují se v tropech celého světa, místy zasahují až do nejteplejších oblastí mírného pásu. Občas jsou pěstovány v botanických zahradách, některé druhy mají význam v místní medicíně a v klimaticky příhodných oblastech se mohou stát invazními rostlinami.

## Popis
Pnulky jsou pozemní ovíjivé kapradiny. Oddenek je podzemní, hustě pokrytý tmavými chlupy. Cévní svazky jsou typu protostélé. O jsou ve skutečnosti ovíjivá Střední žebra listů jsou ovíjivá a nesou postranní listové segmenty. Dospělé listy mají neukončený růst a dosahují délky až 10 metrů. Jednotlivé postranní listové segmenty jsou krátce stopkaté a mají v úžlabí spící pupen. Jsou celistvé nebo dlanitě složené nebo jednoduše či 2x zpeřené. Větvení je pseudodichotomické. Plodné a sterilní listy jsou podobného charakteru anebo jsou fertilní části listu oproti sterilním výrazně zúžené. Žilnatina je tvořena volnými nebo síťnatými žilkami. Výtrusnice jsou jednotlivé, umístěné na okraji laloků koncových segmentů a kryté kápovitým výrůstkem připomínajícím ostěru. Každá výtrusnice obsahuje 128 až 256 spor. Spory jsou čtyřhranné, triletní. Prokel je zelený, povrchový, srdčitého tvaru.

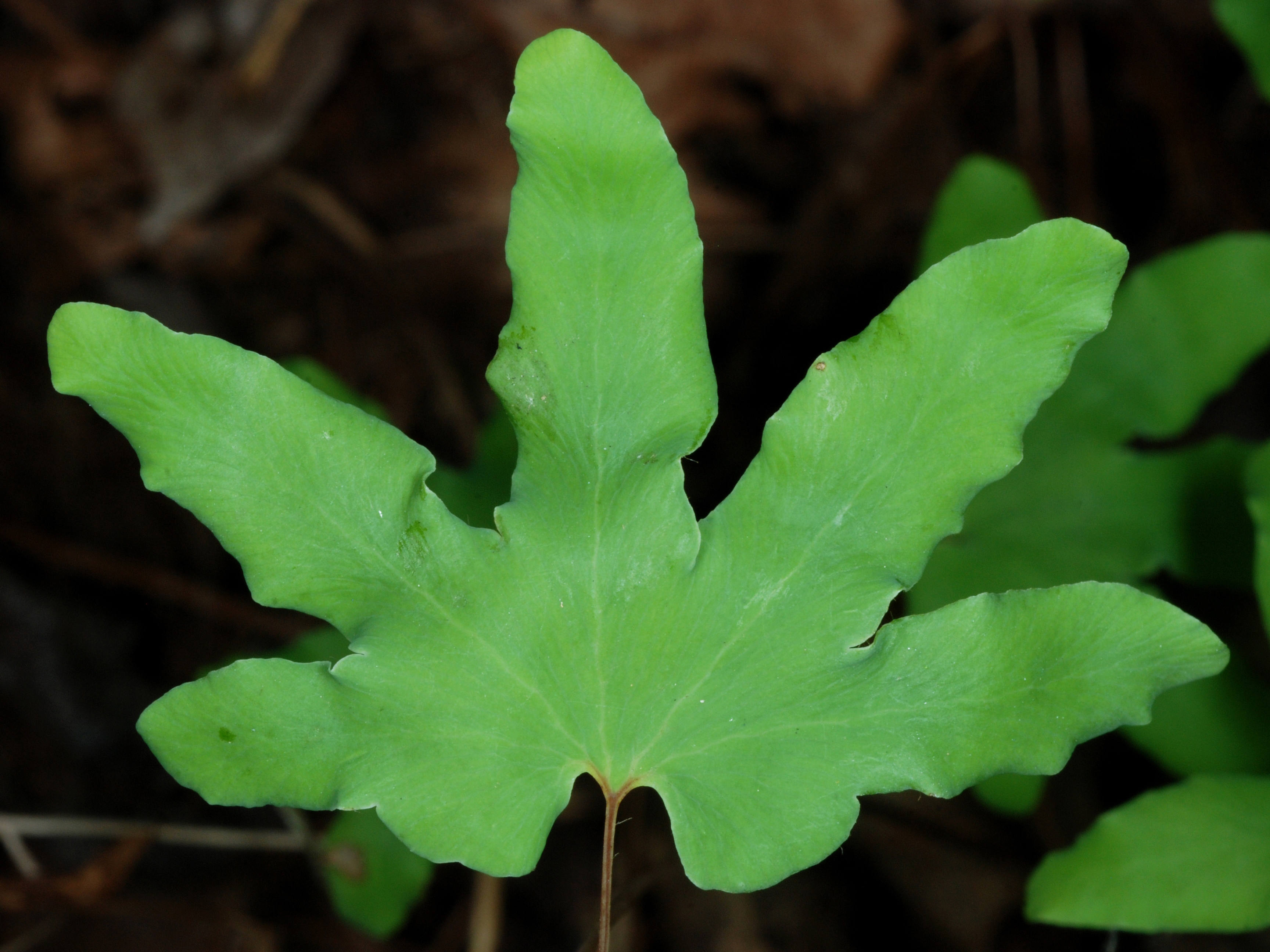
List Lygodium palmatum
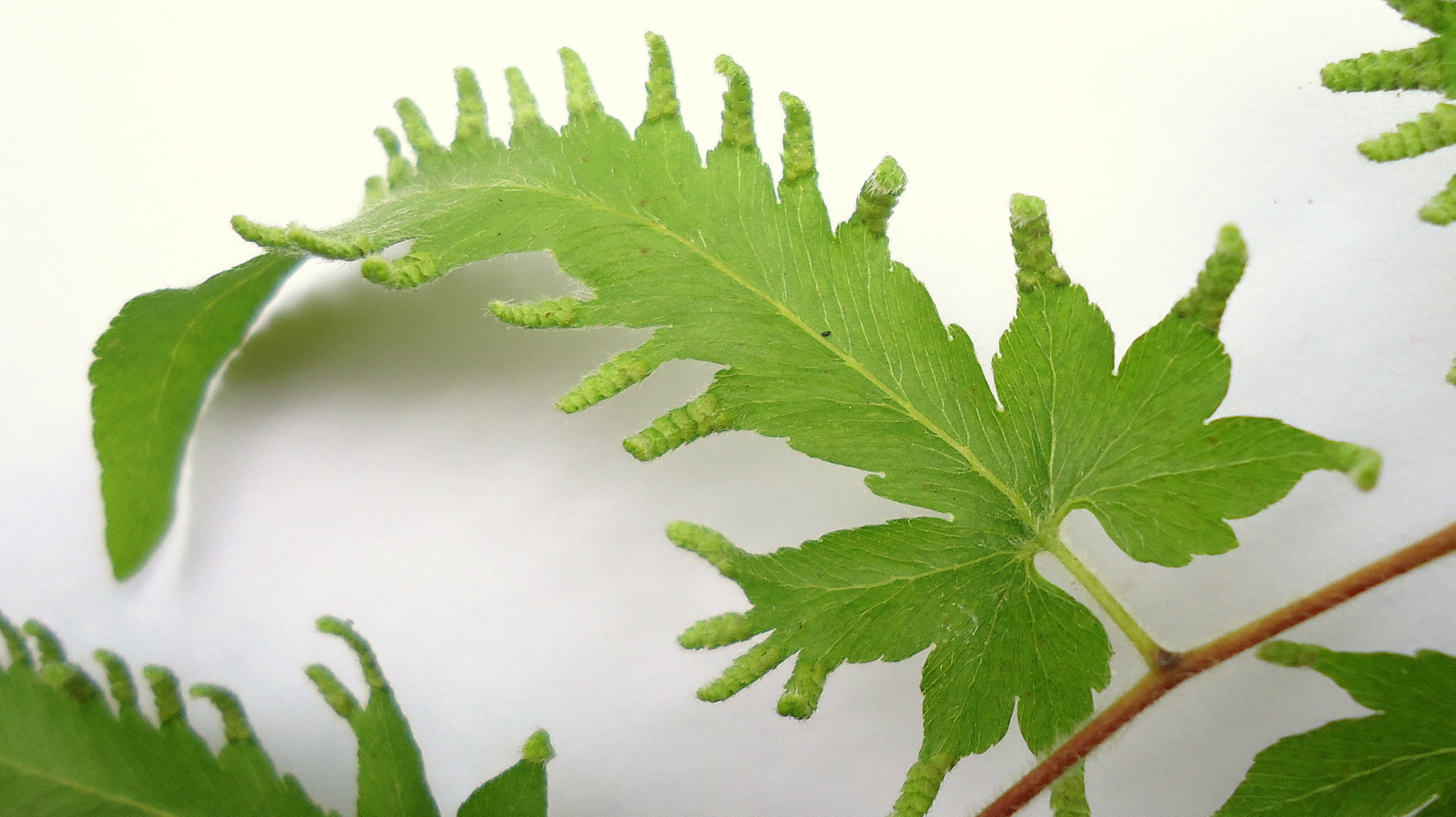
Plodný list Lygodium venustum
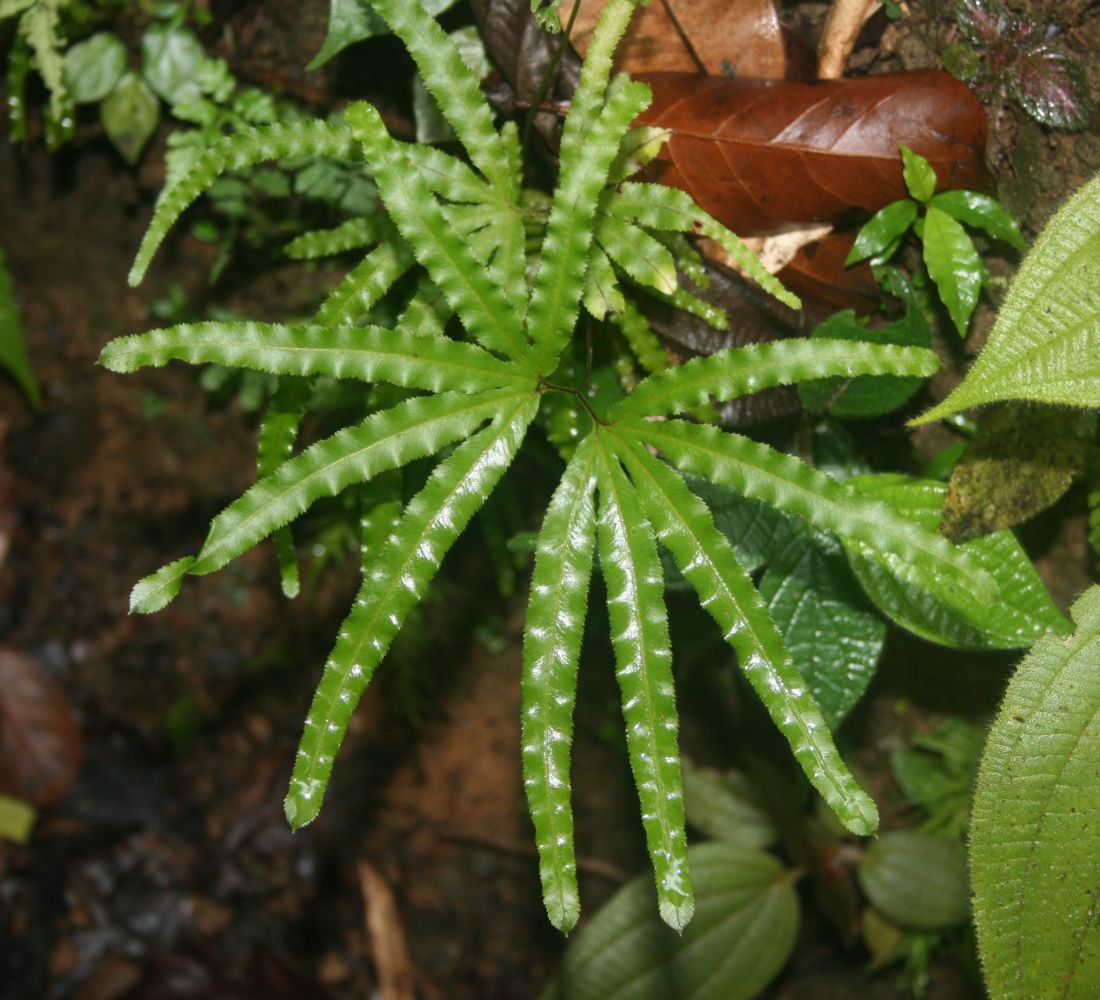
Lygodium radiatum

## Rozšíření
Rod zahrnuje asi 25 druhů. Je rozšířen v tropech celého světa. V některých oblastech zasahuje do subtropů i nejteplejších oblastí mírného pásu (Japonsko, Čína, východní oblasti USA, Nový Zéland, Jižní Afrika). Některé druhy mají rozsáhlý areál výskytu, např. druh Lygodium flexuosum je rozšířen od Indie až po severní Austrálii. V Severní Americe roste jediný původní druh, Lygodium palmatum (státy Kentucky a Tennessee). Některé další druhy (L. microphyllum, L. japonicum) sem byly zavlečeny. Na Severním ostrově Nového Zélandu roste endemický druh Lygodium articulatum.

## Taxonomie
Čeleď Lygodiaceae tvoří podle fylogenetických kladogramů bazální větev řádu Schizaeales. Počet udávaných druhů rodu Lygodium se často liší, ve starších zdrojích je udáváno až 35 druhů. Jejich počet byl postupně snižován. Některé druhy vykazovaly plynulý přechod k jinému druhu v jiné části areálu a byly sloučeny.

## Prehistorie

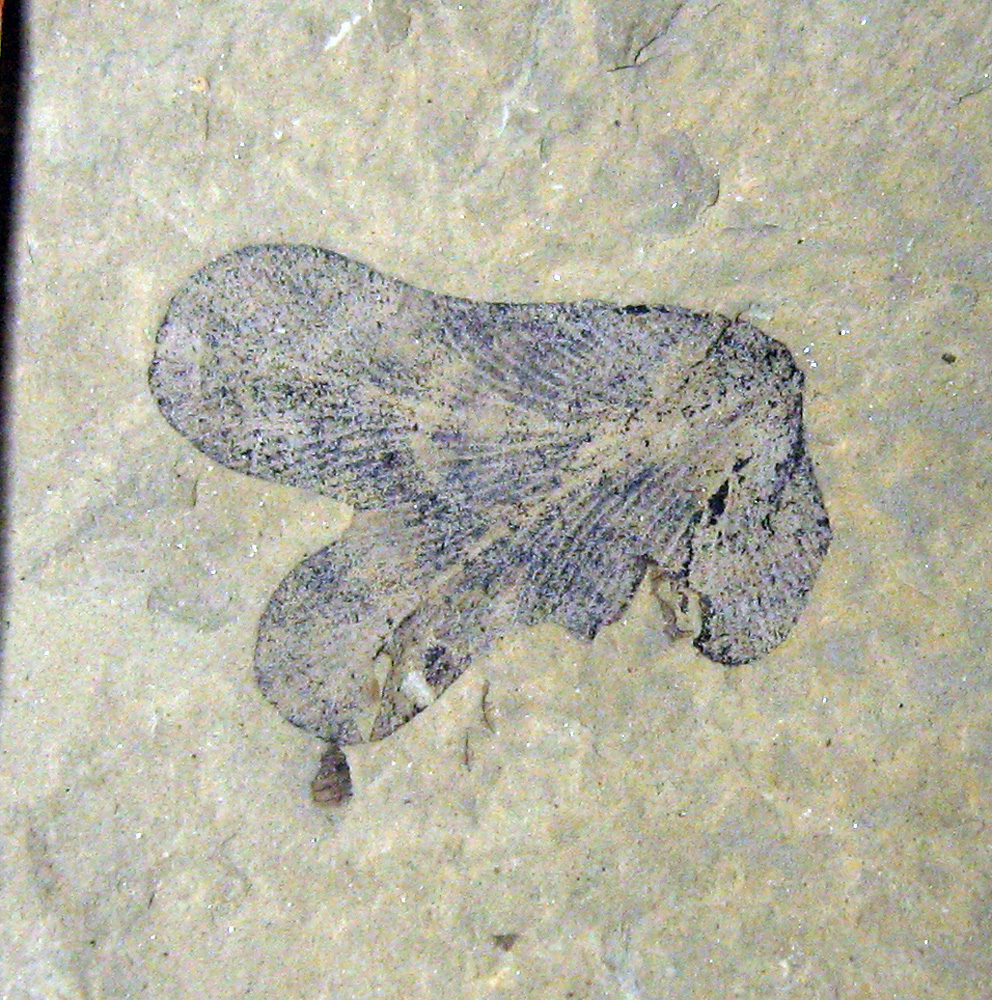
Fosílie †Lygodium kaulfussi, útržek listu se sporangiem

Za přímého předka rodu Lygodium je považován rod †Stachypteris z období střední jury.
Doba oddělení čeledi Lygodiaceae od vývojové větve ostatních žijících zástupců řádu Schizaeales byla stanovena na čas před 169 milióny let. Nejstarší fosilní pozůstatky rodu Lygodium jsou známy ze svrchní křídy (†Lygodium bierhorstiana).
Druh †Lygodium kaulfussi je znám z období eocénu a oligocénu. Fosílie †Lygodium gaudinii jsou nacházeny i v české třetihorní (miocén) uhelné pánvi na Mostecku.

## Zástupci
- pnulka krouživá (Lygodium circinatum)[12]

## Význam

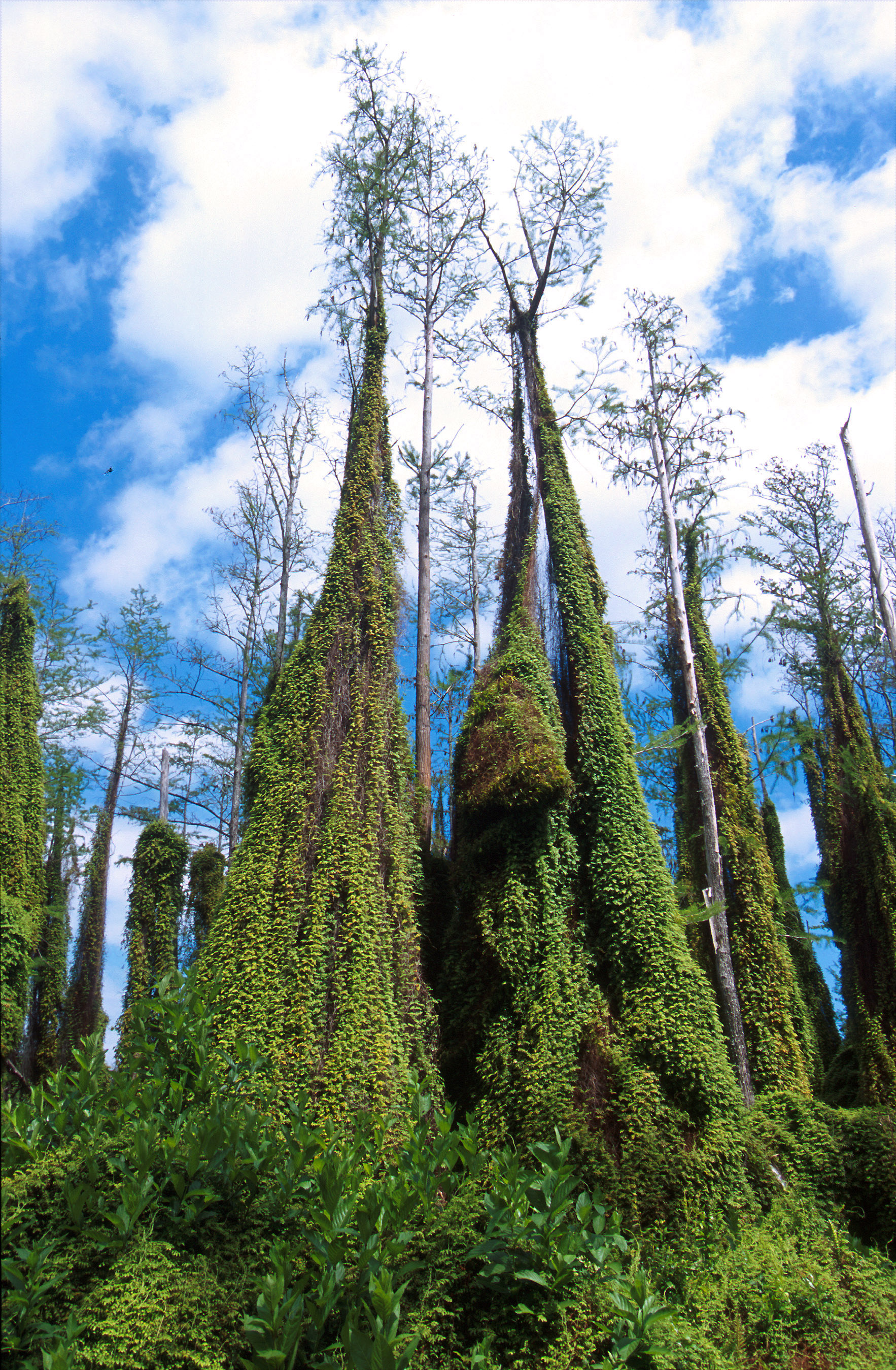
Pnulka Lygodium microphyllum jako invazní druh na Floridě

Pnulka Lygodium microphyllum je v některých oblastech světa, např. na Floridě, silně invazní rostlinou. Pochází z tropů a subtropů Starého světa.
Druh Lygodium venustum je v místní medicíně v Latinské Americe používán jako antiseptikum, proti plísním a trichomonázám.
Některé druhy pnulek jsou pěstovány jako zajímavost v botanických zahradách.